# Жув, Пьер Жан
Пьер Жан Жув (фр. Pierre Jean Jouve, 11 октября 1887, Аррас — 8 января 1976, Париж) — французский поэт, прозаик, эссеист, переводчик.

## Ролландизм
С рождения был слаб здоровьем, очень привязан к матери (учительнице музыки) и младшей сестре.
В начале XX века сблизился с унанимизмом, группой «Аббатство». Как художник, Жув развился под влиянием Рене Гиля и Жюля Ромена, в оформлении стихов освоил верлибризм. Смысл и оправдание жизни Жув видел в любви и сострадании к людям.
В годы Первой мировой войны был активным членом пацифистского движения во главе с Роменом Ролланом, о котором позже напишет монографию «Живой Р. Роллан» (1920). Пацифистские настроения прозвучат в книгах «Трагические поэмы» (1922) и «Госпиталь» (1927).
Как и все ролландисты, находился под большим влиянием толстовства. Приветствуя русскую революцию как провозвестницу «новой эры», он не закрывал глаза на репрессии в Советской России.
Мотивы творчества Жува — любовь и сострадание к униженным и оскорбленным, иногда доходящие до протеста против несправедливости буржуазного строя. Светлые мечтания о будущем соединяются у него с болезненным пессимизмом — как в сборниках стихов от «Présence» (1912) до «Voyage sentimental» (1923).

## Религиозное обращение
В 1925 году пережил духовный кризис и религиозное обращение и вычеркнул из жизни всё написанное до этого времени.
Жув одним из первых писателей воспринял открытия психоанализа, соединяя их с откровениями европейских мистиков (Святой Франциск Ассизский, Святая Тереса, Сан-Хуан де ла Крус, Екатерина Сиенская), исканиями Гёльдерлина, Кьеркегора, Нерваля, Бодлера, Рембо, Малларме. Важный сквозной мотив стихов и прозы Жува — мифология женского (по выражению его современной исследовательницы, «поиски сокровенной Елены»).
Все это нашло своё отражение в романах «Паолина 1880», 1925, «Вагадю», 1931, «Кровавые истории», 1932 и сборниках стихов «Бракосочетания», 1928, «Кровавый пот», 1934, «Небесная материя», 1937, «Смилуйся, Господи», 1938.

## Эмиграция
Годы Второй мировой войны провел в эмиграции в Швейцарии, но его стихи (сборник «Парижская богоматерь», 1944) и публицистика составляли сердцевину интеллектуального Сопротивления: недаром после окончания войны Шарль де Голль в телеграмме 12 мая 1945 года назвал его «уникальным переводчиком французской души на протяжении всех этих последних лет». Позднее творчество Жува пронизывают раздумья о судьбе личности, втянутой в катастрофы века, которые рисуются ему предвестием Апокалипсиса (сборники стихов «Диадема», 1949, «Лирическое», 1956). В последние годы писал мемуары.

## Избранные сочинения

### Стихотворения
- Présences (1912)
- Noces (1928)
- Le Paradis perdu (1929)
- Sueur de Sang (1933, иллюстрации А.Массона)
- Matière céleste (1937)
- Gloire (1940)
- Vers Majeurs (1942)
- La Vierge de Paris (1944 — в Швейцарии, 1946 — во Франции)
- Hymne (1947)
- Diadème (1949)
- Mélodrame (1957)
- Inventions (1958)
- Proses, стихотворения в прозе (1960)
- Moires (1962)

### Романы и повести
- La Rencontre dans le carrefour (1911)
- Paulina 1880 (1925, экранизация 1972, см.: )
- Le Monde désert (1927, телефильм 1985)
- Hécate (1928, телефильм 1989)
- Vagadu (1931, экранизация Гекаты и Вагадю — фильм Приключение Катрин К., 1990, см.: )
- La Scène capitale (1935)
- En miroir, роман-дневник (1954)

### Эссе
- Le Don Juan de Mozart (1942)
- Tombeau de Baudelaire (1942, новая редакция — 1958)
- Défense et Illustration (1943 — в Швейцарии, 1946 — во Франции)
- Apologie du Poète (1947)
- Commentaires (1950)
- Wozzeck ou le nouvel Opéra (1953, в соавторстве с Мишелем Фано)

### Сводные издания
- Œuvre I—II. Paris, Mercure de France, 1987

## Литературное сотрудничество
Жув дружил и переписывался с Роменом Ролланом, Ст. Цвейгом, Жаном Поланом, Пьером Клоссовским, Жоэ Буске, Жаном Валем, Жаком Лаканом, Эудженио Монтале, Джузеппе Унгаретти и многими другими современниками.

## Жув и изобразительное искусство
Дружил и сотрудничал с Франсом Мазерелем, Андре Массоном, Бальтюсом, Жозефом Сима (Йозеф Шима), Филиппом Романом.

## Жув и музыка
Дружил с Бруно Вальтером, Артуро Тосканини, сотрудничал с композитором Мишелем Фано, на протяжении ряда лет вел музыкальную хронику в журнале Нувель ревю франсез. Посвятил развернутые эссе творчеству Моцарта и Берга.

## Жув-переводчик
Переводил сочинения Франциска Ассизского, Святой Терезы, Шекспира, Гёльдерлина, Киплинга, Чехова (Три сестры), Ведекинда, Рабиндраната Тагора, Джузеппе Унгаретти.

## Признание и наследие
Творческое наследие Жува чрезвычайно велико и разнообразно, кроме того, автор постоянно подвергал его жестокой редактуре. Его сочинения составили два гигантских тома, заботливо подготовленных Жаном Старобинским в издательстве Меркюр де Франс. Жуву посвящены эссе и воспоминания Фрейда, Райнера Мария Рильке, Андре Жида, Генриха Манна, Гастона Башляра, Жоэ Буске, Роже Бастида, Жана Кассу, Пьера Эмманюэля, Коринны Бий, Ива Бонфуа, Жана Старобинского, Франка Веная и других крупных писателей и исследователей. Несколько его романов экранизированы, о нём сняты документальные ленты (1989, 1996).

## Публикации на русском языке
- «Госпиталь». М., «Федерация», 1929 (русск. перев. В. Н. Крицкой)
- [Стихи]// Современная революционная поэзия Запада. М.: Огонек, 1930
- [Стихи]// Я пишу твое имя, Свобода. Французская поэзия эпохи Сопротивления, М., 1968
- [Стихи]// Западноевропейская поэзия XX века. Перев. Н. Стрижевской М.: Художественная литература, 1977, с. 583—585
- [Стихи]// Французская поэзия. Перевод В. М. Козового. М.: Дом интеллектуальной книги 2001, с. 174—176
- [Стихи]// Французская поэзия XX века. М.: Эксмо, 2005, Перев. А. Эфрон с.126-128
- Стихи//Versии Французская поэзия в переводах Натальи Стрижевской. — М., Дом-музей Марины Цветаевой, 2008. — С. 369—372

## Избранная литература
- Starobinski J., Alexandre P., Eigeldinger M. Pierre Jean Jouve poète et romancier, Neuchâtel: A la Baconnière, 1946
- Micha R. Pierre Jean Jouve. Paris: Seghers, 1956
- Pierre Jean Jouve. Paris: Cahiers de l’Herne, 1972
- Sanzenbach S. Les romans de Pierre Jean Jouve; le romancier en son miroir. Paris: J. Vrin, 1972
- Broda M. Jouve. Lausanne: L’Age d’Homme, 1981
- Hoy P.C. Pierre Jean Jouve: oeuvres et critique 1976—1988. Paris: Lettres modernes; Minard, 1988
- Decottignies J. Pierre Jean Jouve romancier, ou, L’expérience de l’abîme. Paris: J. Corti, 1994
- Pic M. Le désir monstre: poétique de Pierre Jean Jouve. Paris: Félin, 2006
- Blot-Labarrère C. Modernité de Pierre Jean Jouve. Caen: Lettres modernes; Minard, 2006
- Bonhomme B. Pierre Jean Jouve ou la quête de l’Hélène intérieure, Paris, Editions Aden, 2008